# Lago Taimir
El lago Taimir (del ruso: Таймы́р, Таймы́рское о́зеро) es un lago de las regiones centrales de la península de Taimir en el krai de Krasnoyarsk, Rusia. Se encuentra al sur de los montes Byrranga. El lago Taimir es grande, con una longitud aproximada de 165 km de orientación este a oeste. Tiene una forma irregular con muchos brazos proyectándose en diferentes direcciones que abarcan una amplia región. Su máxima anchura, sin embargo, es de solo alrededor de 23 km en su punto más ancho, que es hacia el extremo oriental del lago.
El lago Taimir está cubierto de hielo desde fines de septiembre hasta junio. El principal río que fluye a este lago es el Taimir superior, que desemboca en el lago desde el oeste. El Taimir inferior sale del lago y va en dirección norte cruzando los montes Byrranga. 
Las zonas de tundra al sur del lago Taimir están llenas de pequeños lagos y pantanos. Hay dos lagos bastantes grandes al este y al sureste del lago Taimir, que es la bahía de Yamuneru: 33 km al este se encuentra el lago Kungusalaj, y 72 km al sureste el lago Portnyagino. Ambos lagos tienen alrededor de 20 km de longitud.
Los principales afluentes del lago son:
- río Taimir superior (Верхняя Таймыра), de una longitud de 567 km y una cuenca de 50 400 km²;
- río Bikada-Nguoma (Malahai-Tari) (Бикада-Нгуома, Малахай-Тари), de una longitud de 256 km y una cuenca de 14 200 km²;
- río Yamutarida (Dynta-Turku-Yamu) (Яму-Тарида, Дюнта-Турку-Яму), de una longitud de 243 km y una cuenca de 5090 km²;
- río Severnaya (Северная), de una longitud de 129 km y una cuenca de 2070 km²;
- río Kalamissamo (Каламиссамо), de una longitud de 105 km y una cuenca de 1270 km²;
- Zapadnaya (Западная), de una longitud de 64 km y una cuenca de 968 km².